# Capela Nova
Capela Nova är en kommun i Brasilien.   Den ligger i delstaten Minas Gerais, i den sydöstra delen av landet, 700 km sydost om huvudstaden Brasília. Antalet invånare är 4 758.
Omgivningarna runt Capela Nova är huvudsakligen savann. Runt Capela Nova är det ganska glesbefolkat, med 42 invånare per kvadratkilometer.